# Steven Peterson
Steven Timothy Peterson (Redondo Beach, California, Estados Unidos, 29 de mayo de 1990) es un artista marcial mixto estadounidense que compite en la división de peso pluma de Ultimate Fighting Championship.

## Carrera en las artes marciales mixtas

### Inicios
Hizo su debut en Bellator MMA contra Ernest de la Cruz el 2 de septiembre de 2010 en Bellator 27. Ganó el combate por decisión unánime.
Se enfrentó a Chris Jones el 23 de marzo de 2012 en Bellator 62. Perdió el combate por decisión dividida. Compitió ampliamente tanto en Legacy FC como en Legacy Fighting Alliance, ganando el Campeonato de Peso Gallo de Legacy FC en Legacy FC 56 contra Manny Vasquez por sumisión. Perdió un combate de unificación del título en la LFA 1 contra Leandro Higo por decisión unánime.

### Dana White Tuesday Night Contender Series
Compitió en el Dana White's Contender Series 7 por una oportunidad de contrato con la UFC el 22 de agosto de 2017 contra Benito Lopez, perdiendo por decisión dividida.

### Ultimate Fighting Championship
Debutó en la UFC contra Brandon Davis el 18 de febrero de 2018 en UFC Fight Night: Cowboy vs. Medeiros. Perdió el combate por decisión unánime. Este combate le valió el premio a la Pelea de la Noche.
Se enfrentó a Matt Bessette el 6 de julio de 2018 en The Ultimate Fighter: Undefeated Finale. Ganó el combate por decisión dividida.
Se enfrentó a Luis Peña el 23 de marzo de 2019 en UFC Fight Night: Thompson vs. Pettis. En el pesaje, Peña pesó 148.5 libras, 2.5 libras por encima del límite de peso pluma de 146 libras. A Peña se le impuso una multa del 30% de la bolsa de la pelea y el combate continuó en el peso acordado. Perdió el combate por decisión unánime. Firmó un nuevo contrato de cuatro combates con la UFC después del combate.
Se enfrentó a Alex Caceres el 20 de julio de 2019 en UFC on ESPN: dos Anjos vs. Edwards. Perdió el combate por decisión unánime.
Se enfrentó a Martin Bravo el 21 de septiembre de 2019 en UFC Fight Night: Rodríguez vs. Stephens. Ganó el combate por KO en el segundo asalto. Esta victoria le valió el premio a la Actuación de la Noche. Dijo sobre su nocaut: "Fui a eludir su golpe de revés giratorio y se produjo de forma natural porque di el mismo paso y fue justo después de clavar el jab cuando lo hizo. El golpe fue la preparación perfecta. Estaba en un estado de flujo cuando lo hice. Todo salió naturalmente cuando aterricé ese golpe de revés".
Se esperaba que se enfrentara a Aalon Cruz el 29 de febrero de 2020 en UFC Fight Night: Benavidez vs. Figueiredo. Sin embargo, fue retirado del evento por una razón no revelada, y fue sustituido por Spike Carlyle.
Se esperaba que se enfrentara a Seung Woo Choi el 6 de febrero de 2021 en UFC Fight Night: Overeem vs. Volkov. Sin embargo, se retiró del combate el 15 de enero debido a una lesión, y fue sustituido por Collin Anglin.
Se enfrentó a Chase Hooper el 12 de junio de 2021 en UFC 263. En el pesaje, pesó 148.5 libras, dos libras y media por encima del límite del combate de peso pluma sin título. El combate se desarrolló en el peso acordado y se le impuso una multa del 20% de su bolsa, que fue a parar a su oponente Hooper. Ganó el combate por decisión unánime.
Se enfrentó a Julian Erosa el 5 de febrero de 2022 en UFC Fight Night: Hermansson vs. Strickland. En el pesaje, pesó 149 libras, tres libras por encima del límite del combate de peso pluma sin título. El combate se desarrolló en el peso acordado y fue multado con el 30% de su bolsa, que fue a parar a su oponente. Perdió el combate por decisión dividida. 13 de las 18 puntuaciones de los medios de comunicación se lo dieron a Erosa. Este combate le valió el premio a la Pelea de la Noche, pero no pudo recoger la bonificación debido a que no dio el peso. En consecuencia, su premio fue otorgado a Erosa.

## Campeonatos y logros
- Ultimate Fighting Championship
  - Actuación de la Noche (una vez) vs. Martin Bravo[23][37]
  - Pelea de la Noche (dos veces) vs. Brandon Davis y Julian Erosa[36]
- MMAJunkie.com
  - KO del mes de septiembre de 2019 vs. Martin Bravo[38]

## Récord en artes marciales mixtas
| Resultado | Récord | Oponente          | Método                                         | Evento                                     | Fecha                    | Ronda | Tiempo | Localización         | Notas                                                                                  |
| --------- | ------ | ----------------- | ---------------------------------------------- | ------------------------------------------ | ------------------------ | ----- | ------ | -------------------- | -------------------------------------------------------------------------------------- |
| Derrota   | 19-10  | Julian Erosa      | Decisión (dividida)                            | UFC Fight Night: Hermansson vs. Strickland | 5 de febrero de 2022     | 3     | 5:00   | Las Vegas, Nevada    | Combate de peso acordado (149 libras); Peterson no alcanzó el peso. Pelea de la Noche. |
| Victoria  | 19-9   | Chase Hooper      | Decisión (unánime)                             | UFC 263                                    | 12 de junio de 2021      | 3     | 5:00   | Glendale, Arizona    | Combate de peso acordado (148.5 libras); Peterson no alcanzó el peso.                  |
| Victoria  | 18-9   | Martin Bravo      | KO (puñetazo giratorio hacia atrás)            | UFC Fight Night: Rodríguez vs. Stephens    | 21 de septiembre de 2019 | 2     | 1:31   | Ciudad de México     | Actuación de la Noche.                                                                 |
| Derrota   | 17-9   | Alex Caceres      | Decisión (unánime)                             | UFC on ESPN: dos Anjos vs. Edwards         | 20 de julio de 2019      | 3     | 5:00   | San Antonio, Texas   |                                                                                        |
| Derrota   | 17-8   | Luis Peña         | Decisión (unánime)                             | UFC Fight Night: Thompson vs. Pettis       | 23 de marzo de 2019      | 3     | 5:0/   | Nashville, Tennessee | Combate de peso acordado (148.5 libras); Peña no alcanzó el peso.                      |
| Victoria  | 17-7   | Matt Bessette     | Decisión (dividida)                            | The Ultimate Fighter: Undefeated Finale    | 6 de julio de 2018       | 3     | 5:00   | Las Vegas, Nevada    |                                                                                        |
| Derrota   | 16-7   | Brandon Davis     | Decisión (unánime)                             | UFC Fight Night: Cowboy vs. Medeiros       | 18 de febrero de 2018    | 3     | 5:00   | Austin, Texas        | Pelea de la Noche.                                                                     |
| Victoria  | 16-6   | Dustin Winter     | TKO (puñetazos)                                | LFA 28                                     | 8 de diciembre de 2017   | 2     | 2:38   | Dallas, Texas        | Regreso al peso pluma.                                                                 |
| Derrota   | 15-6   | Benito Lopez      | Decisión (dividida)                            | Dana White's Contender Series 7            | 22 de agosto de 2017     | 3     | 5:00   | Las Vegas, Nevada    |                                                                                        |
| Victoria  | 15-5   | Ryan Hollis       | Sumisión (estrangulamiento por detrás)         | LFA 16                                     | 14 de julio de 2017      | 2     | 1:43   | Dallas, Texas        | Combate de peso acordado (140 libras).                                                 |
| Derrota   | 14-5   | Leandro Higo      | Decisión (unánime)                             | LFA 1                                      | 13 de enero de 2017      | 5     | 5:00   | Dallas, Texas        | Para el inaugural Campeonato de Peso Gallo de la LFA.                                  |
| Victoria  | 14-4   | Manny Vasquez     | Sumisión técnica (estrangulamiento por detrás) | Legacy FC 56                               | 24 de junio de 2016      | 4     | 3:08   | Dallas, Texas        | Ganó el Campeonato de Peso Gallo de Legacy FC.                                         |
| Victoria  | 13-4   | Irwin Rivera      | Decisión (unánime)                             | Legacy FC 46                               | 2 de octubre de 2015     | 3     | 5:00   | Allen, Texas         |                                                                                        |
| Victoria  | 12-4   | Caio Machado      | Sumisión (estrangulamiento por guillotina)     | Legacy FC 38                               | 13 de febrero de 2015    | 1     | 3:55   | Allen, Texas         |                                                                                        |
| Victoria  | 11-4   | Ray Rodriguez     | Decisión (unánime)                             | Legacy FC 33                               | 18 de julio de 2014      | 3     | 5:00   | Allen, Texas         | Combate de peso pluma.                                                                 |
| Victoria  | 10-4   | Ray Rodriguez     | TKO                                            | Legacy FC 28                               | 21 de febrero de 2014    | 2     | N/A    | Arlington, Texas     | Combate de peso pluma.                                                                 |
| Victoria  | 9-4    | Nelson Salas      | TKO (puñetazos)                                | Xtreme Knockout 19                         | 17 de agosto de 2013     | 4     | 1:58   | Dallas, Texas        | Ganó el Campeonato de Peso Gallo de la XKO.                                            |
| Derrota   | 8-4    | George Pacurariu  | KO (puñetazo)                                  | Legacy FC 19                               | 12 de abril de 2013      | 1     | 3:42   | Dallas, Texas        |                                                                                        |
| Derrota   | 8-3    | Matt Hobar        | Decisión (mayoritaria)                         | Legacy FC 16                               | 14 de diciembre de 2012  | 3     | 5:00   | Dallas, Texas        |                                                                                        |
| Victoria  | 8-2    | Cody Williams     | Sumisión (omoplata)                            | Legacy FC 14                               | 14 de septiembre de 2012 | 2     | 4:46   | Houston, Texas       | Combate de peso acordado (140 libras).                                                 |
| Victoria  | 7-2    | Matt Hobar        | TKO (lesión en el brazo)                       | Legacy FC 13                               | 17 de agosto de 2012     | 1     | 4:04   | Dallas, Texas        | Regreso al peso gallo.                                                                 |
| Derrota   | 6-2    | Chris Jones       | Decisión (dividida)                            | Bellator 62                                | 23 de marzo de 2012      | 3     | 5:00   | Laredo, Texas        | Combate de peso pluma.                                                                 |
| Victoria  | 6-1    | Steve Garcia      | Sumisión (estrangulamiento por guillotina)     | Legacy FC 8                                | 16 de septiembre de 2011 | 1     | 1:40   | Houston, Texas       | Combate de peso gallo.                                                                 |
| Victoria  | 5-1    | Alex Russ         | Sumisión (estrangulamiento por detrás)         | Xtreme Knockout 11                         | 23 de julio de 2011      | 1     | 1:57   | Arlington, Texas     |                                                                                        |
| Victoria  | 4-1    | Douglas Frey      | Decisión (maylritaria)                         | Xtreme Knockout 10                         | 9 de abril de 2011       | 4     | 1:11   | Arlington, Texas     |                                                                                        |
| Victoria  | 3-1    | Quaint Kempf      | Sumisión (barra de brazo)                      | Xtreme Knockout 9                          | 29 de enero de 2011      | 1     | 0:24   | Arlington, Texas     |                                                                                        |
| Derrota   | 2-1    | Brad Mitchell     | Decisión (unánime)                             | Xtreme Knockout 8                          | 9 de octubre de 2010     | 3     | 3:00   | Arlington, Texas     |                                                                                        |
| Victoria  | 2-0    | Ernest de la Cruz | Decisión (unánime)                             | Bellator 27                                | 2 de septiembre de 2010  | 3     | 3:00   | San Antonio, Texas   | Combate de peso pluma.                                                                 |
| Victoria  | 1-0    | Marcus Dupar      | Sumisión (barra de brazo)                      | TCF: Puro Combate 1                        | 4 de agosto de 2010      | 3     | 2:26   | Houston, Texas       |                                                                                        |